# Droga krajowa nr 65 (Węgry)

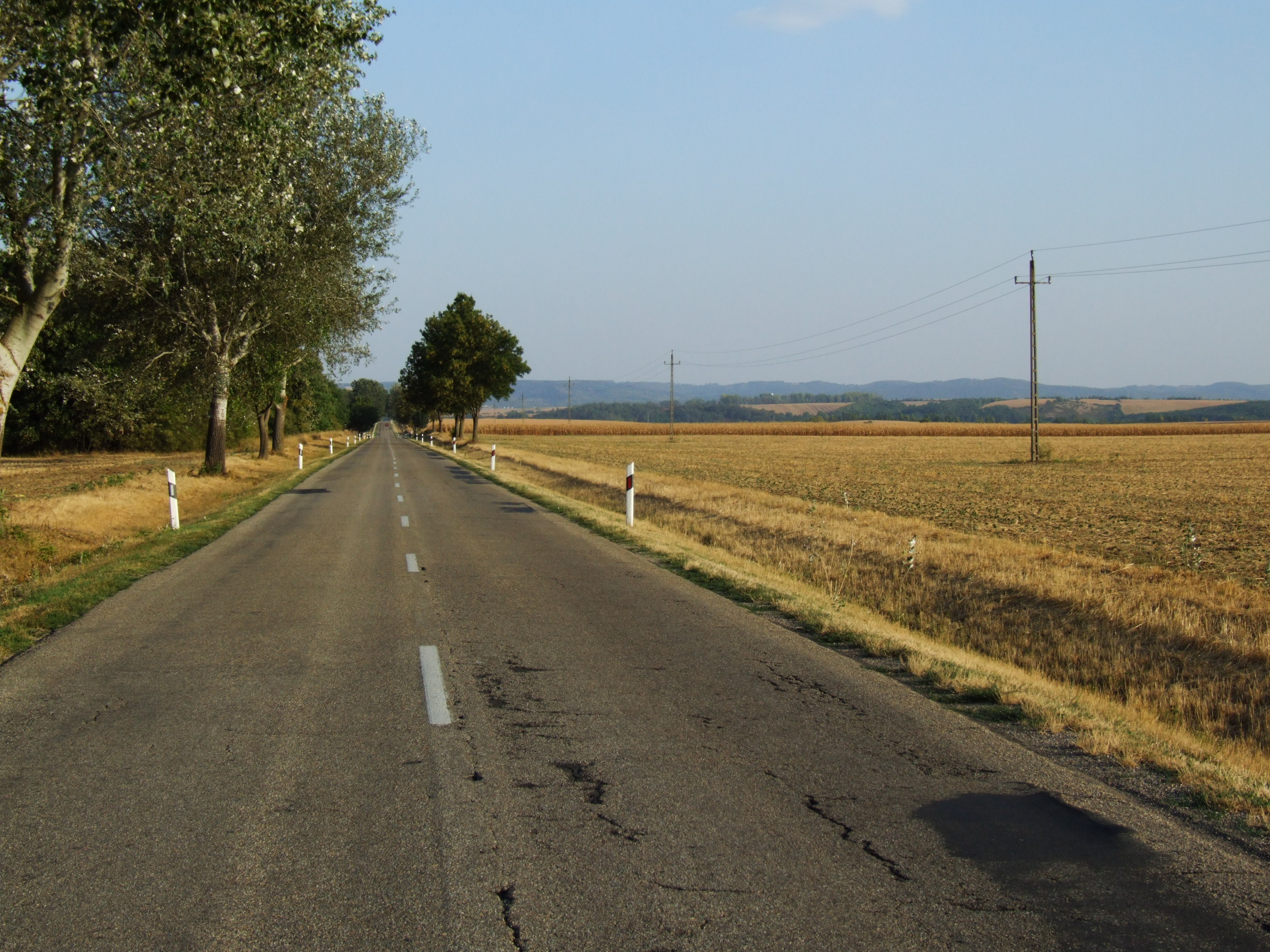
Droga nr 65 między Szekszárd a Tamási

Droga krajowa nr 65 (węg. 65-ös főút) – droga krajowa w komitatach Tolna i Somogy w zachodnich Węgrzech. Długość – 85 km. Przebieg: 
- Szekszárd – skrzyżowanie z 6
- Tamási – skrzyżowanie z 61
- Siófok – skrzyżowanie z M7 i z 7